# Angela Steenbakkers
Angela Steenbakkers (Beringe, 3 juni 1994) is een Nederlandse handbalster die uitkomt in de Nederlandse Eredivisie voor HandbaL Venlo.